# Il Popolo romano

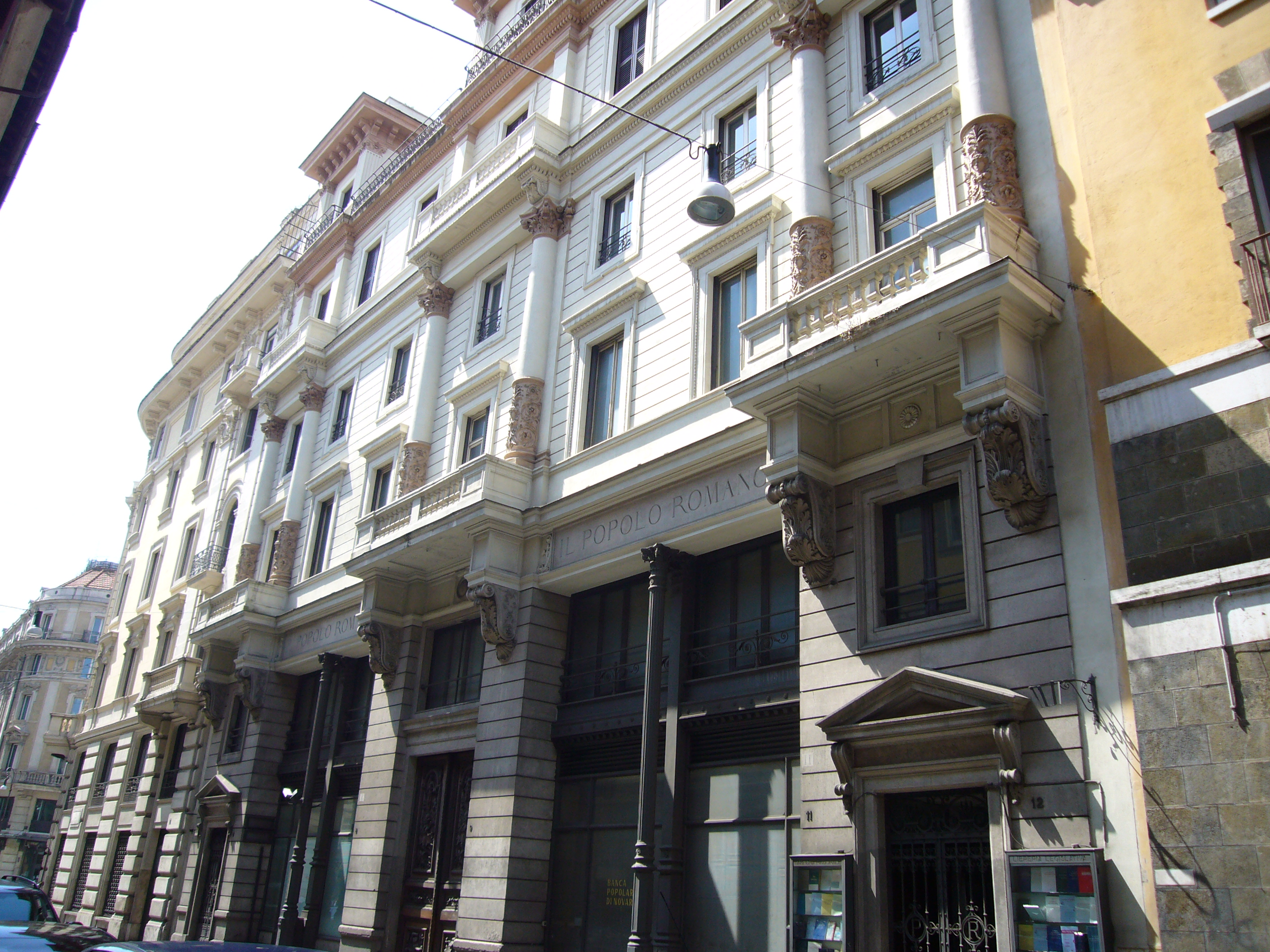
Siedziba „Il Popolo romano” – Palazzo Chauvet przy via dei Due Macelli

Il Popolo romano – włoska gazeta codzienna o tematyce politycznej, wydawana w Rzymie od 1 września 1873 do 29 lipca 1922.
Gazetę założył włoski pisarz Leone Fortis, który wkrótce ją sprzedał i od 1 stycznia 1875 właścicielem dziennika został Costanzo Chauvet, kierujący redakcją aż do swej śmierci w lutym 1918. Od lata 1877 redakcja miała siedzibę w Palazzo Folchi przy via delle Coppelle, a później przeniosła się do wybudowanego w latach 1886–1887 Palazzo Chauvet przy via dei Due Macelli. Nazwa budynku pochodzi od nazwiska właściciela gazety, który był wówczas osobą bardzo w Rzymie wpływową, poza dziennikarstwem związaną z sektorem bankowym. 
Pod kierownictwem Chauveta gazeta angażowała się w liczne kampanie polityczne, m.in. popierając wojnę z Turcją w Libii w latach 1911–1912, czy sprzeciwiając się udziałowi Włoch w pierwszej wojnie światowej. Ostatnim redaktorem naczelnym był Olindo Bitetti – dziennikarz, piłkarz i działacz sportowy, współzałożyciel klubu sportowego Lazio Roma.